# Talhas
Talhas is een plaats (freguesia) in de Portugese gemeente Macedo de Cavaleiros en telt 417 inwoners (2001).